# Re di Sicilia
Re di Sicilia fu il titolo acquisito da diversi sovrani assunti al trono del Regno di Sicilia dal 1130 al 1816.

## Origini
Il primo a fregiarsi del titolo di re (basileus) di Sicilia fu il condottiero siracusano Agatocle che, alla fine del IV secolo a.C., scelse di autoincoronarsi alla maniera ellenistica dei diadochi orientali. Lo stesso fecero i suoi successori Gerone II, Gelone II e Geronimo.
In epoca bizantina la Sikelia fu indipendente da Costantinopoli, nel 668 con Mecezio e nel 783 con Elpidio.
Dall'857 l'isola fu in mano a governatori islamici e dal 948 al 1053, di fatto indipendente, fu guidata da un emiro.
Nel 1071 il normanno Ruggero d'Altavilla, strappata la Sicilia agli arabi, si proclamò Gran Conte di Sicilia.

## Il titolo di Re di Sicilia: i Normanni

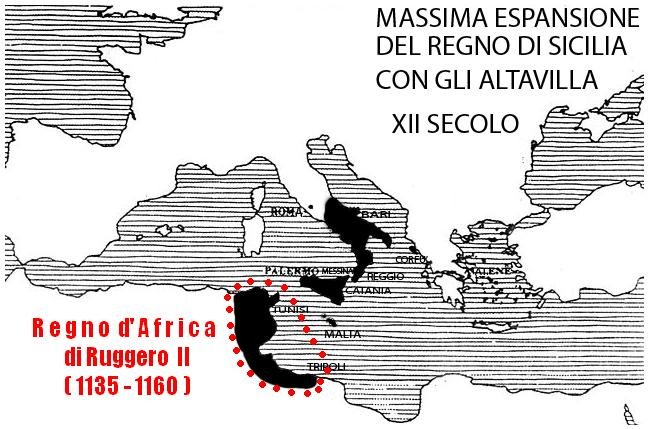
I confini nel 1154, sotto Ruggero II, massima espansione del Regno di Sicilia

Il primo sovrano moderno ad assumere il titolo di Re di Sicilia (Rex Siciliae ducatus Apuliae et principatus Capuae), fu Ruggero II d'Altavilla. Il normanno, già Gran Conte, dopo aver esteso i suoi possedimenti in Italia meridionale, volle che la sua posizione fosse legittimata dal titolo di re. Grazie al sostegno concesso all'antipapa Anacleto II, con una bolla del 27 settembre 1130, e con l'acclamazione parlamentare convocata dallo stesso Ruggero che gli sanciva il titolo, il normanno veniva incoronato a Palermo, eletta capitale del regno. Nel 1139, dopo aver sconfitto i suoi oppositori e riconfermato sul campo di battaglia il dominio sui suoi possedimenti, il sovrano siciliano volle ed ottenne che anche papa Innocenzo II riconoscesse il titolo regio.

## Re svevi e angioini
Gli Hohenstaufen Enrico VI, Federico II e Corrado IV furono contemporaneamente re di Sicilia e imperatori del Sacro Romano Impero. Dei tre, Federico II risiedette a lungo in Sicilia. Manfredi di Hohenstaufen, suo figlio naturale, fu reggente e quindi re dopo Corrado IV. Fu sconfitto e ucciso da Carlo I d'Angiò, che era stato incoronato re di Sicilia dal papa. Corradino, figlio di Corrado IV, fu re nominalmente, ma non regnò mai. Provò a riconquistare il regno, ma fu anch'egli sconfitto e ucciso da Carlo d'Angiò. I diritti degli Svevi passarono per linea femminile alla casa di Aragona tramite il matrimonio tra Pietro III d'Aragona e Costanza II di Sicilia, figlia di Manfredi. Tale eredità fu presto reclamata dai re di Aragona, che combatterono contro gli Angioini nelle guerre del Vespro e oltre, fino a conquistare, a metà del XV secolo, tutta l'Italia meridionale che era stata degli Svevi.

## Re di Siciliaultra Pharumecitra Pharum
In seguito alla guerra del Vespro per la contesa del Regno, con la Pace di Caltabellotta del 1302, veniva sancita la nascita di due distinti regni, uno al di là e l'altro al di qua del Faro di Messina. Il regno insulare, guidato dagli Aragonesi, assumeva la denominazione di Sicilia ultra o anche Regno di Trinacria mentre il regno peninsulare, guidato dagli Angioini, assumeva la denominazione di Sicilia citra. Il titolo di Rex Siciliae, dunque, veniva assunto da entrambi. Infatti, nel 1314, il sovrano aragonese Federico III, dopo aver ripreso le ostilità con gli Angioini l'anno precedente, reclamò per sé il titolo di Re di Sicilia e l'uso del termine Trinacria decadde. 
Venne a crearsi, così, un'ambigua situazione, in cui esistevano due re di Sicilia per due regni diversi. Solo nel 1372, in seguito all'intervento di Papa Gregorio XI, fu siglato un accordo di pace tra Giovanna I di Napoli e Federico IV di Sicilia, nel quale si confermava l'attribuzione ai sovrani del regno peninsulare del titolo di Re di Sicilia e ai sovrani del regno insulare del titolo di Re di Trinacria. Il titolo di Re di Trinacria non fu mai riconosciuto dal Parlamento del Regno di Sicilia e di conseguenza dal resto d'Europa, ma fu utilizzato solo per un breve periodo dal Papato e dalla corte napoletana.
Nonostante quanto stabilito dalla pace siglata sotto l'egida del Pontefice, gli Aragonesi non accettarono il titolo di Re di Trinacria: i sovrani isolani, così, adoperarono per essi il titolo di Re di Sicilia ultra Pharum, mentre riconobbero i sovrani del regno peninsulare come Re di Sicilia citra Pharum. Tale condizione perdurò fino al regno di Giovanna II di Napoli.

## Rex utriusque Siciliae

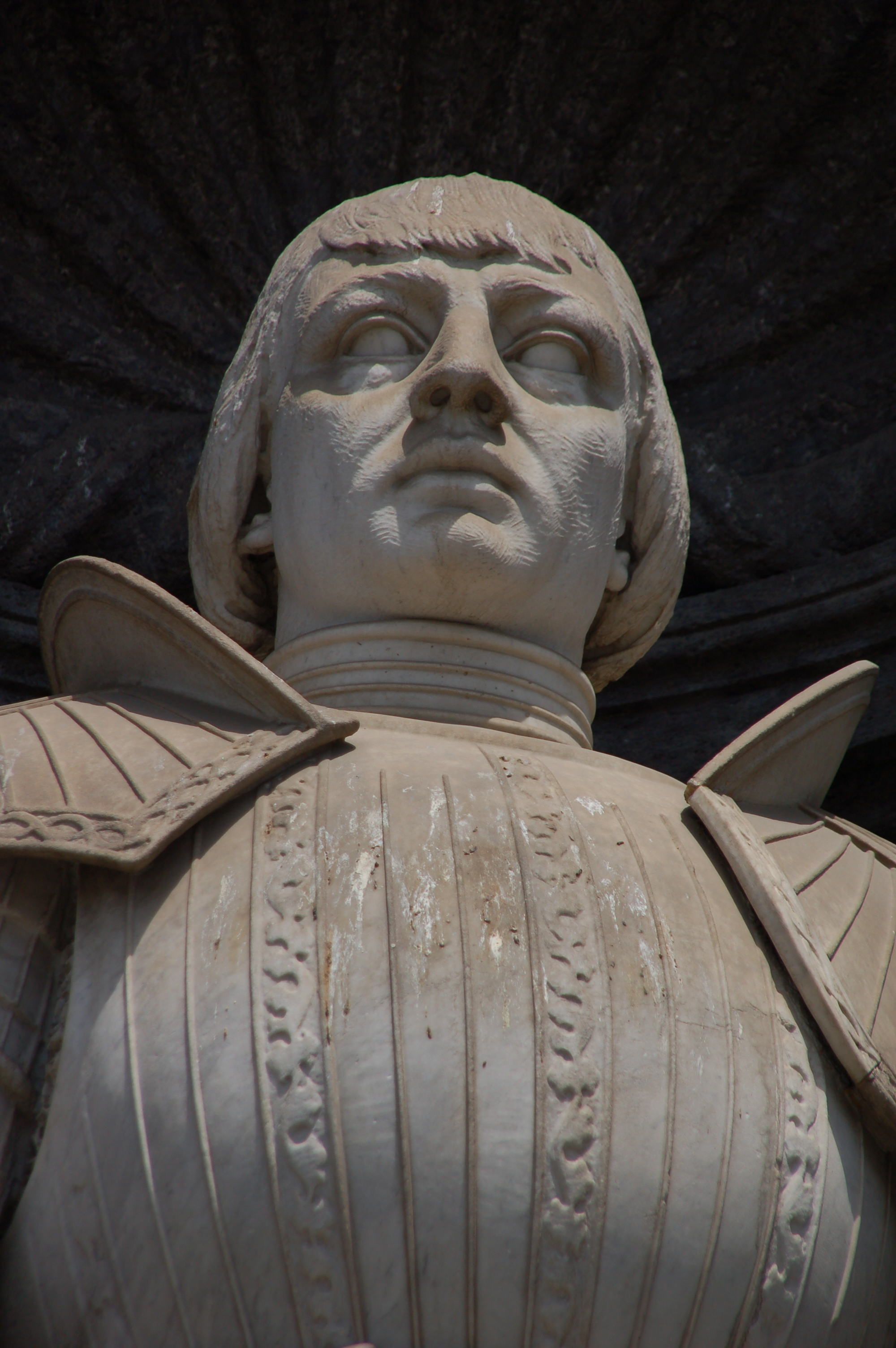
Statua di Alfonso V all'ingresso del Palazzo Reale di Napoli.

Dopo la conquista del Regno di Napoli da parte di Alfonso il Magnanimo, già monarca di Sicilia, le corone al di là e al di qua del Faro furono riunite sotto un unico sovrano. Il re aragonese, una volta assunto il controllo dei due regni si definì Siciliae ultra et citra Farum rex. In questo modo il titolo di Rex utriusque Siciliae, fu adoperato di tanto in tanto dai successivi sovrani che regnarono su entrambi i regni  e il suo significato così viene spiegato da Giuseppe Galasso  "non significa affatto «re delle Due Sicilie», come ripetono tanti ignoranti saccenti, bensì re del Regno di Sicilia oltre il Faro e Re del Regno di Sicilia al di qua del Faro, ossia re di Sicilia e re di Napoli". Nel 1458, alla morte di Alfonso d'Aragona, il destino delle due corone, fu, comunque, nuovamente separato, per essere ricongiunto di fatto nel 1504 con Ferdinando il Cattolico. Nel 1516, poi, cominciò per il Regno di Napoli il lungo periodo vicereale che per il Regno di Sicilia era iniziato già col Compromesso di Caspe nel 1412, prima spagnolo, poi sabaudo in Sicilia e poi austriaco.

## I viceré
Nel 1500, prima che i due territori fossero riunificati da Ferdinando il Cattolico, costui, già sovrano della Sicilia ulteriore, strinse un accordo con il re di Francia, Luigi XII, al fine di muovere guerra al regno peninsulare, conquistarlo e sottrarlo a Federico I di Napoli. Il trattato, stipulato in Granada, l'11 novembre 1500, prevedeva che il territorio della Sicilia citeriore fosse così spartito tra i due monarchi: al sovrano iberico sarebbero andate le Calabrie, la Basilicata e le Puglie ed avrebbe acquisito anche il titolo di Duca di Puglia e di Calabria, mentre al sovrano francese sarebbero andati la Terra di Lavoro, i Principati e gli Abruzzi e avrebbe assunto il titolo di Re di Napoli. Fu così, quindi, che nel 1501, Luigi XII fu investito dal Pontefice con il titolo di Rex Francorum regnique Neapolitani: per la prima volta compariva in un atto ufficiale la denominazione "Regno di Napoli".
Nel 1504, però, Ferdinando il Cattolico, completò la conquista dell'intero Regno di Napoli in favore della Spagna e i due regni tornarono sotto la sovranità di un unico monarca. Carlo I di Spagna divenne nel 1516 anche "Carlo II di Sicilia" e il sud continentale (Regno di Napoli) fu governato dai viceré, condizione in cui l'isola fu costretta già dal 1415, fino al 1713 quando Filippo V di Spagna (Filippo IV di Sicilia) cedette la Sicilia e la sua corona a Vittorio Amedeo II di Savoia che nel 1720 divenne Re di Sardegna, passando nel contempo la corona siciliana a Carlo VI d'Asburgo (Carlo IV di Sicilia).

## Re di Sicilia e di Napoli
Nel 1734, Carlo di Borbone al comando delle armate spagnole conquistò il regno di Napoli e l'anno successivo quello di Sicilia, sottraendoli alla dominazione austriaca, che, liberati dalla condizione di vicereame, tornavano due stati sovrani, in unione personale del re. Il nuovo sovrano fu incoronato Rex utriusque Siciliae, il 3 luglio 1735 nella Cattedrale di Palermo. I due regni, governati dallo stesso sovrano, erano visti in Europa come un'unica potenza, ma mantenevano due capitali e istituzioni autonome e la Sicilia un proprio parlamento. Carlo divenuto nel 1759 re di Spagna lasciò i regni di Sicilia e di Napoli al figlio minore Ferdinando di soli otto anni, che, affiancato da un consiglio di reggenza, mantenne l'unione personale dei due Stati, governando in continente come Ferdinando IV di Napoli e in Sicilia come Ferdinando III di Sicilia.
Ferdinando risiedette perlopiù a Napoli fino al 1806, quando dopo la conquista napoleonica del Regno di Napoli, Giuseppe Bonaparte (e, poi, nel 1808, Gioacchino Murat) assunse al trono del regno di Napoli, mentre Ferdinando III, tornato a Palermo nel gennaio 1806, manteneva la corona del regno di Sicilia. Pur governando solo sul Regno di Napoli, Murat, accampando diritti anche sulla Sicilia, coniò per sé il titolo di Re delle Due Sicilie. Parimenti, rifugiato a Palermo fino al 1815, Ferdinando, che reclamava la restituzione dei territori continentali, continuò ad appellarsi Re di Sicilia e di Napoli.
Il titolo borbonico ebbe termine nel dicembre 1816, quando Ferdinando fuse i due regni e divenne re delle Due Sicilie.

## Il Re costituzionale
Fece eccezione il periodo dal gennaio 1848 al maggio 1849, quando durante la rivoluzione siciliana del 1848 il parlamento siciliano, approvata la nuova costituzione offrì il titolo di re di Sicilia al duca di Genova Ferdinando Alberto Amedeo di Savoia, che venne indicato come Alberto Amedeo I di Sicilia, il quale, però, impegnato come generale nella prima guerra di indipendenza italiana contro gli austriaci, rifiutò.

## Cronotassi
- Elenco dei conti e dei re di Sicilia